# Gary Valenciano
Gary Valenciano (ur. 6 sierpnia 1964 w Manili) – filipiński piosenkarz, aktor filmowy i prezenter telewizyjny.

## Dyskografia
Albumy
- 1984: Gary
- 1985: Gary ... Next
- 1985: Gary...Inside Out
- 1986: From Gary, Merry Christmas
- 1987: Moving Thoughts
- 1989: Faces of Love
- 1991: Shout4Joy
- 1993: Hataw Na
- 1993: Shout Live!
- 1993: Hataw Na
- 1995: Move Live!
- 1995: Outside Looking In
- 1998: Interactive
- 2000: Revive Minus One
- 2000: Revive
- 2002: One 2 One
- 2002: One 2 One
- 2003: Gary V At The Movies
- 2005: Soul Full
- 2009: As 1 (wraz z Martinem Nieverą)
- 2010: Replay
- 2012: Sings Just For You

Źródło: .